# Teresa Sukniewicz-Kleiber
Teresa Krystyna Sukniewicz-Kleiber (ur. 10 listopada 1948 w Warszawie) – polska lekkoatletka, występująca w biegach płotkarskich.

## Życiorys
W 1968 uczestniczyła w igrzyskach olimpijskich w Meksyku, gdzie odpadła w półfinale biegu na 80 metrów przez płotki.
Dwukrotnie startowała w mistrzostwach Europy. W Atenach (1969) była piąta na 100 metrów przez płotki, a w Helsinkach (1971) zdobyła w tej konkurencji brązowy medal. Na Uniwersjadzie w Turynie w 1970 zdobyła złoty medal.
Ma w swym dorobku także trzy medale halowych mistrzostw Europy: srebrny na 50 metrów przez płotki z Grenoble (1972) i brązowe na 60 metrów ppł z Wiednia (1970) i Sofii (1971).
Trzykrotnie ustanawiała rekord świata w biegu na 100 m przez płotki w najwcześniejszym okresie rozwoju tej dyscypliny: w 1969 pobiegła ten dystans w 13,3 s, a w 1970 – w 12,8 s i 12,7 s. Ustanowiła też rekord świata w biegu na 200 m przez płotki – 25,8 s w 1970. 
Siedem razy zdobyła tytuł mistrzyni Polski: 
- bieg na 80 metrów przez płotki – 1968
- bieg na 100 metrów przez płotki – 1970
- bieg na 200 metrów przez płotki – 1970
- sztafeta 4 × 100 metrów – 1967, 1968, 1969 i 1970

W 1970 zdobyła tytuł sportowca roku w Plebiscycie Przeglądu Sportowego. Otrzymała też tytuł „Zasłużonego Mistrza Sportu”. Postanowieniem prezydenta RP Aleksandra Kwaśniewskiego z 14 grudnia 1999 została odznaczona Złotym Krzyżem Zasługi za zasługi dla rozwoju sportu, za osiągnięcia w działalności na rzecz Polskiego Związku Lekkiej Atletyki.
Weszła w skład komitetu wspierającego kandydaturę Karola Nawrockiego na prezydenta RP w wyborach w 2025.

## Życie prywatne
Żona Michała Kleibera, byłego ministra nauki i byłego prezesa Polskiej Akademii Nauk.